# رانبورن
رانبورن (بالإنجليزية: Ranburne)‏ هي مدينة أمريكية تقع في ولاية ألاباما.تبلغ مساحة هذه المدينة 4.1 (كم²)،ويبلغ عدد سكانها 459 نسمة حسب إحصاء سنة 2010 م.تشير الإحصاءات بأن الكثافة السكانية في هذه المدينة تقدر بـ(112) نسمة/كم2.

## التركيبة السكانية
حدّد مكتب تعداد الولايات المتحدة بيانات التركيبة السكانية لرانبورن في تعداد الولايات المتحدة. في ما يلي، التركيبة السكانية حسب تعدادي 2000 و2010.

### تعداد عام 2000
بلغ عدد سكان رانبورن 459 نسمة بحسب تعداد عام 2000، وبلغ عدد الأسر 186 أسرة وعدد العائلات 137 عائلة مقيمة في البلدة. في حين سجلت الكثافة السكانية 111.7 نسمة لكل كيلومتر مربع (289.3/ميل2). وبلغ عدد الوحدات السكنية 211 وحدة بمتوسط كثافة قدره 51.3 لكل كيلومتر مربع (132.9/ميل2).
وتوزع التركيب العرقي للبلدة بنسبة 100% من البيض و0.22% من الهسبانيون أو اللاتينيون من أي عرق.
بلغ عدد الأسر 186 أسرة كانت نسبة 36% منها لديها أطفال تحت سن الثامنة عشر تعيش معهم، وبلغت نسبة الأزواج القاطنين مع بعضهم البعض 65.1% من أصل المجموع الكلي للأسر، ونسبة 5.4% من الأسر كان لديها معيلات من الإناث دون وجود شريك، بينما كانت نسبة 3.2% من الأسر لديها معيلون من الذكور دون وجود شريكة وكانت نسبة 26.3% من غير العائلات. تألفت نسبة 24.2% من أصل جميع الأسر من عدة أفراد يعيشون في نفس المنزل ونسبة 12.4% كانت تتألف من شخص يعيش بمفرده يبلغ من العمر 65 عاماً أو أكثر. وبلغ متوسط حجم الأسرة المعيشية 2.47، أما متوسط حجم العائلات فبلغ 2.91.
بلغ العمر الوسطي للسكان 37.8 عاماً. وكانت نسبة 23.5% من القاطنين تحت سن الثامنة عشر، وكانت نسبة 6.1% بين الثامنة عشر والرابعة والعشرين عاماً، ونسبة 29% كانت واقعةً في الفئة العمرية ما بين الخامسة والعشرين والرابعة والأربعين عاماً، ونسبة 24.8% كانت ما بين الخامسة والأربعين والرابعة والستين، ونسبة 16.6% كانت ضمن فئة الخامسة والستين عاماً فما فوق. يوجد لكل 100 أنثى 95.3 ذكر، ويوجد لكل 100 أنثى في الثامنة عشر من عمرها فما فوق 93.9 ذكر.
بلغ متوسط دخل الأسرة في البلدة 31,979 دولارًا، أما متوسط دخل العائلة فبلغ 40,250 دولارًا. وكان متوسط دخل الذكور 29,167 دولارًا مقابل 20,000 دولارًا للإناث. وسجل دخل الفرد الخاص بالبلدة 19,708 دولارًا. وكانت نسبة 5.6% من العائلات ونسبة 7.1% من السكان تحت خط الفقر، وكان من هؤلاء نسبة 5.6% تحت سن الثامنة عشر ونسبة 17.3% في الخامسة والستين من العمر وما فوق.

### تعداد عام 2010
بلغ عدد سكان رانبورن 409 نسمة بحسب تعداد عام 2010، وبلغ عدد الأسر 170 أسرة وعدد العائلات 127 عائلة مقيمة في البلدة. في حين سجلت الكثافة السكانية 99.5 نسمة لكل كيلومتر مربع (257.7/ميل2). وبلغ عدد الوحدات السكنية 195 وحدة بمتوسط كثافة قدره 47.4 لكل كيلومتر مربع (122.8/ميل2).
وتوزع التركيب العرقي للبلدة بنسبة 99.02% من البيض و0.24% من الأمريكيين الأصليين و0.73% من عرقين مختلطين أو أكثر و0.24% من الهسبانيون أو اللاتينيون من أي عرق.
بلغ عدد الأسر 170 أسرة كانت نسبة 29.4% منها لديها أطفال تحت سن الثامنة عشر تعيش معهم، وبلغت نسبة الأزواج القاطنين مع بعضهم البعض 62.4% من أصل المجموع الكلي للأسر، ونسبة 9.4% من الأسر كان لديها معيلات من الإناث دون وجود شريك، بينما كانت نسبة 2.9% من الأسر لديها معيلون من الذكور دون وجود شريكة وكانت نسبة 25.3% من غير العائلات. تألفت نسبة 24.7% من أصل جميع الأسر من عدة أفراد يعيشون في نفس المنزل ونسبة 17.1% كانت تتألف من شخص يعيش بمفرده يبلغ من العمر 65 عاماً أو أكثر. وبلغ متوسط حجم الأسرة المعيشية 2.41، أما متوسط حجم العائلات فبلغ 2.83.
بلغ العمر الوسطي للسكان 45.8 عاماً. وكانت نسبة 22.7% من القاطنين تحت سن الثامنة عشر، وكانت نسبة 4.9% بين الثامنة عشر والرابعة والعشرين عاماً، ونسبة 22% كانت واقعةً في الفئة العمرية ما بين الخامسة والعشرين والرابعة والأربعين عاماً، ونسبة 25.9% كانت ما بين الخامسة والأربعين والرابعة والستين، ونسبة 24.4% كانت ضمن فئة الخامسة والستين عاماً فما فوق. وتوزع التركيب الجنسي للسكان بنسبة 47.7% ذكور و52.3% إناث.

## معرض صور

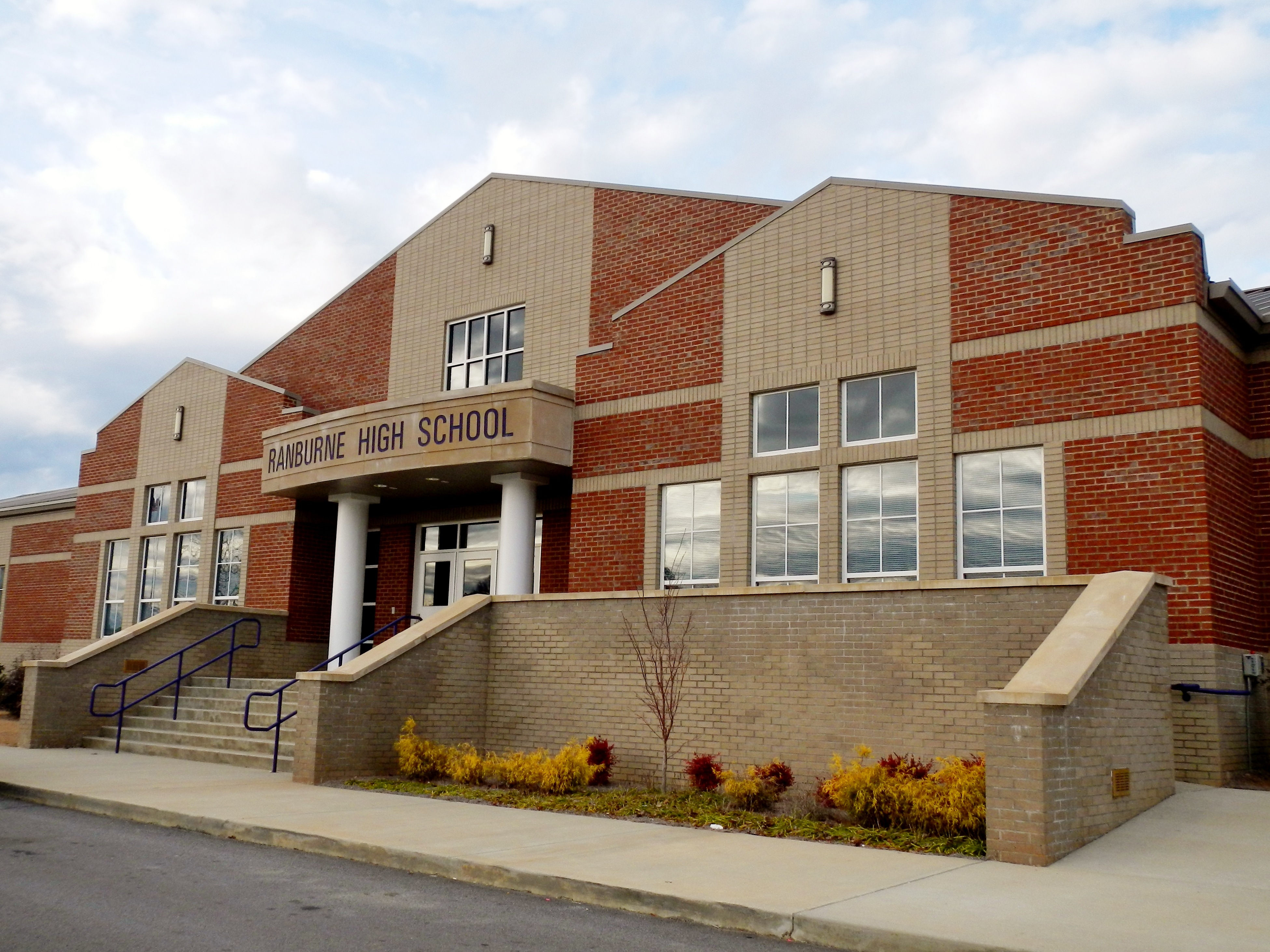
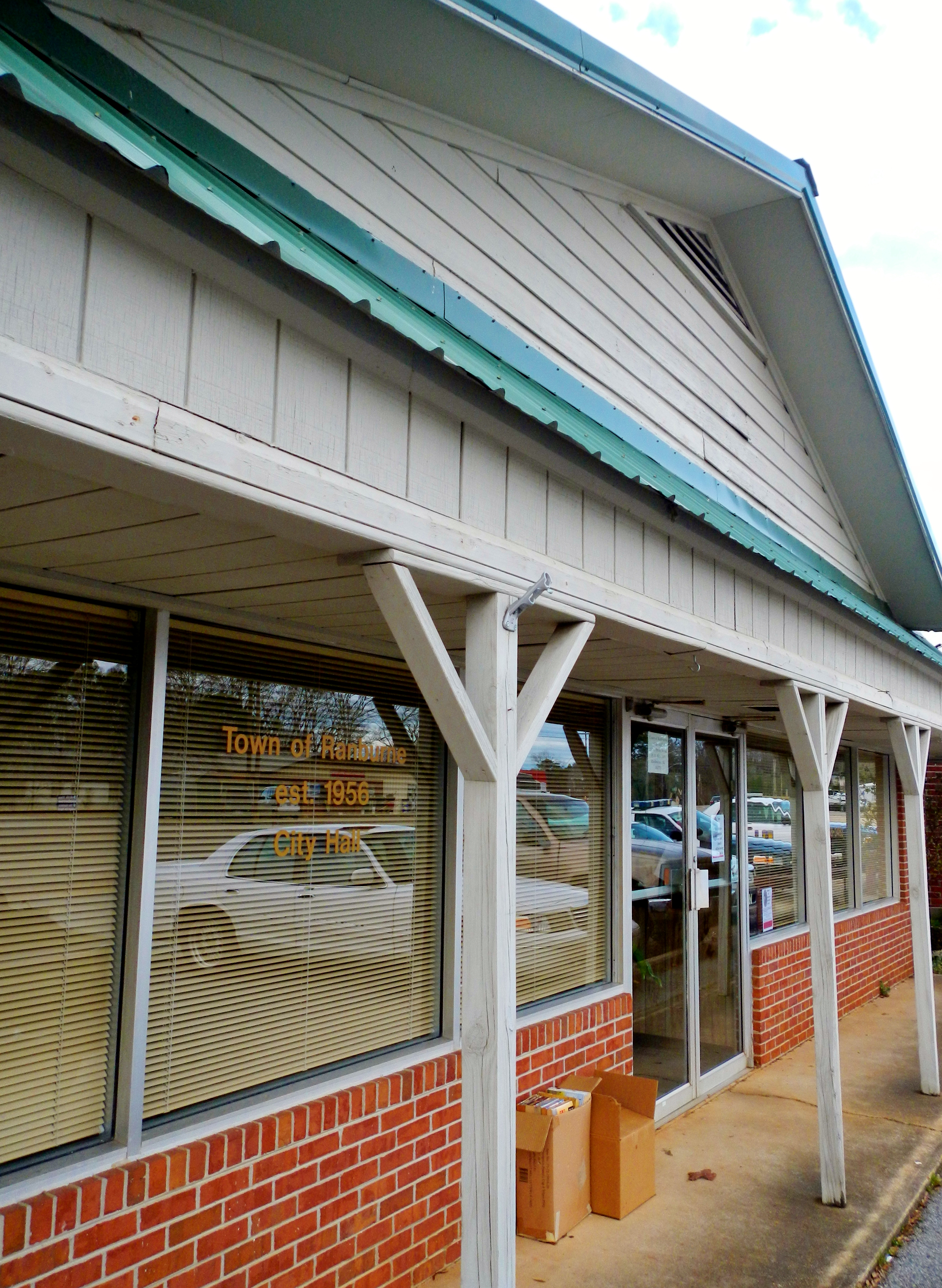
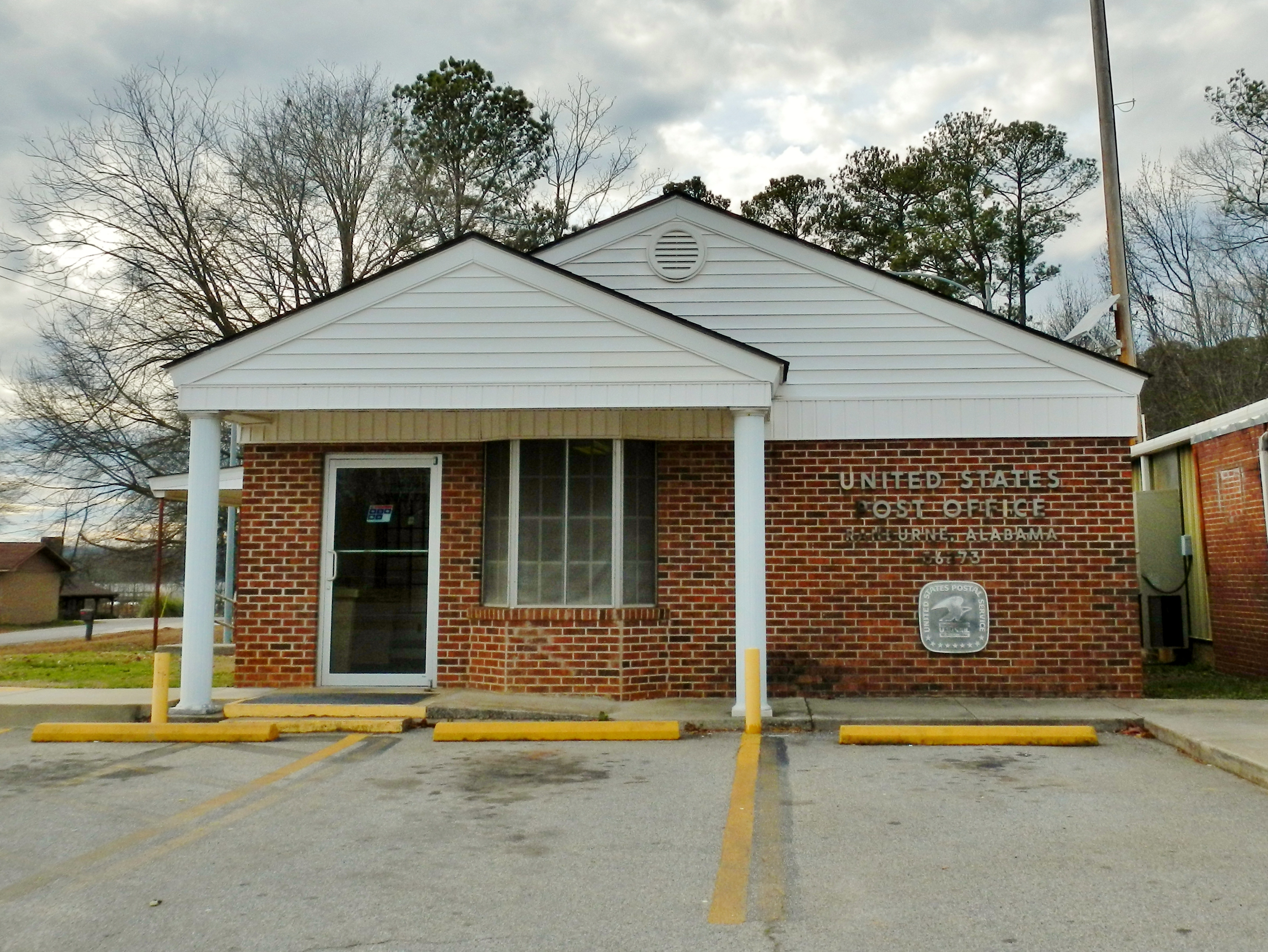